# 鈴木隣松
鈴木 隣松（すずき りんしょう）は、江戸時代中期の武士、絵師。隣松は画号で、本名は茂銀（しげかね）。

## 生涯
勘定組頭、小普請を務めた旗本・船橋安右衛門茂伴の次男。同じく旗本の鈴木七兵衛正友の養子となる。宝暦12年（1762年）養父の致仕に伴い家督を継承。明和2年（1765年）将軍家治に御目見を果たす。明和4年（1767年）から安永3年（1774年）まで小十人を務めた。安永7年（1778年）致仕し、婿養子の正住に家督を譲った。
幼時より画に通じ、4,5歳の時に鼠を捕らえる図を描いて人々を感心させたという逸話を残す。やがて狩野典信に師事。宝暦・明和のころになると絵師として大成し、しばしば同じく旗本絵師の加藤文麗、御家人絵師の高田円乗と合わせ、専門家外の三巨手と称された。肉筆画・版画の他、寛政年間には蔦屋重三郎刊の狂歌集にも挿絵をつけている。また狩野探幽や英一蝶の粉本から画譜を出版した。